# Philautus dubius
Philautus dubius és una espècie de granota que es troba a l'Índia.